# Avions Marcel Bloch
Avions Marcel Bloch, también conocida como Société des Avions Marcel Bloch, fue una compañía aeronáutica fundada en 1930 por Marcel Bloch. Inició su producción con aparatos civiles, pero en 1932 empezó a diseñar también aviones militares ambulancia, y desde 1934, cazas y bombarderos. En 1936 fue incorporada a la compañía aeronáutica nacionalizada Société Nationale des Constructions Aéronautiques du Sud-Ouest (SNCASO). Tras la Segunda Guerra Mundial y el cambio de apellido de su fundador a Marcel Dassault, su denominación fue consecuentemente modificada a Avions Marcel Dassault.

## Lista de modelos
- MB.60 / MB.61, prototipo
- MB.71, prototipo
- MB.80, prototipo (1932)
- MB.81, (1932)
- MB.120, basado en el MB.71, (1934)
- MB.130, prototipo (1934)
- MB.131, (1934)
- MB.150, prototipo (1934)
- MB.151, (1938)
- MB.152, (1938)
- MB.155, (1940)
- MB.157, prototipo (1940)
- MB.160, proyecto
- MB.161, (1945)
- MB.162, (1940)
- MB.170, prototipo (1938)
- MB.174, (1939)
- MB.175, (1940)
- MB.176, (1940)
- MB.177, prototipo
- MB.200, (1933)
- MB.210, (1934)
- MB.211, prototipo (1935)
- MB.220, (1935)